# Cube Rock
Der Cube Rock (spanisch Roca Cubo, beiderseits sinngemäß übersetzt Würfelfelsen) ist eine Felsenklippe vor der nordöstlichen Spitze der Antarktischen Halbinsel. Sie liegt 5 km südöstlich des Kap Scrymgeour der Andersson-Insel in der südlichen Einfahrt zum Antarctic-Sund.
Der deskriptive Name des Felsens ist erstmals auf einer argentinischen Landkarte aus dem Jahr 1960 verzeichnet. Das Advisory Committee on Antarctic Names übertrug im Jahr 1964 die Originalbenennung ins Englische.